# 本寧頓 (紐約州)
本寧頓（英語：Bennington）是一個位於美國紐約州懷俄明縣的鎮。

## 人口
根據2020年美國人口普查的數據，本寧頓的面積為143.13平方千米，當中陸地面積為142.59平方千米，而水域面積為0.54平方千米。當地共有人口3235人，而人口密度為每平方千米23人。